# Olympische Jugend-Sommerspiele 2010/Teilnehmer (St. Lucia)
| Gelbes Symbol für Goldmedaillen mit stilisierten Olympischen Ringen | Graues Symbol für Silbermedaillen mit stilisierten Olympischen Ringen | Braundes Symbol für Bronzemedaillen mit stilisierten Olympischen Ringen |
| ------------------------------------------------------------------- | --------------------------------------------------------------------- | ----------------------------------------------------------------------- |
| —                                                                   | —                                                                     | —                                                                       |

Die Jugend-Olympiamannschaft aus Saint Lucia für die I. Olympischen Jugend-Sommerspiele vom 14. bis 26. August 2010 in Singapur bestand aus fünf Athleten.

## Athleten nach Sportarten

### Boxen
Jungen
- Lyndell Marcellin
Halbweltergewicht: 5. Platz

### Leichtathletik
Jungen
- Rosen Daniel
400 m: DNF (Vorlauf)

### Schwimmen
| Mädchen - Siona Huxley 50 m Freistil: 40. Platz 50 m Rücken: 13. Platz | Jungen - Julien Brice 50 m Freistil: 25. Platz 100 m Freistil: 41. Platz |

### Segeln
Mädchen
- Stephanie Lovell
Byte CII: 23. Platz